# Johan Peter Weisse
Johan Peter Weisse, född den 13 augusti 1832 i Trondhjem, död den 7 mars 1886 i Kristiania, var en norsk filolog. Han var morfar till Johan Peter och Anne Holtsmark.
Weisse, som sedan 1874 var professor i latinsk filologi vid Kristiania universitet, utgav flera läroböcker i latinsk filologi och antikviteter samt åtskilliga viktiga bidrag till romerska historien. Han höll även populära föreläsningar. Av dessa utgav han Romerske Cæsarer. I. Tiberius og Nero (1882), II. Populære forelæsninger (1886).